# Sepinum
Sepinum o també Saepinum (llatí: Sepinum o Saepinum grec antic: Σαίπινον) va ser una ciutat del Samni al país dels pentris, prop del naixement del Tamarus (Tamaro).
Era al cor del Samni i als primers temps era una de les principals ciutats samnites. Per la seva situació al centre del territori, no la van atacar els romans fins a la Tercera Guerra Samnita l'any 293 aC quan el cònsol Luci Papiri Cursor la va assetjar i finalment la va conquerir.
Apareix de nou molt temps després, ja sota l'Imperi, com un dels municipis romans del Samni. Estrabó diu que va ser una de les poques ciutats que van sobreviure a la conquesta romana del Samni. Sota Neró va rebre una colònia romana que probablement es va establir a certa distància de la ciutat. Sepinum és esmentada per Claudi Ptolemeu i Plini el Vell, que no li donen el títol de colònia. El seu nom també apareix a la Taula de Peutinger, que la situa a 30.000 passes de Beneventum.
A la caiguda de l'Imperi ja era una seu episcopal. Sota els longobards estava en completa decadència i va haver de ser repoblada pel duc Romoald I de Benevent i va subsistir fins al segle ix quan els sarraïns la van ocupar i saquejar i sembla que va ser abandonada pels seus habitants que es van traslladar a la moderna Sepino a uns 3 km de l'antiga ciutat, a un lloc més alt i protegit.
Les ruïnes de la vella ciutat estan situades al lloc que modernament s'anomena Altilia.